# Flower Films
Flower Films är ett amerikanskt TV- och filmproduktionsbolag, grundat 1995 av Drew Barrymore och Nancy Juvonen. Bolaget producerar filmer och TV-program.

## Filmografi

### Film
- 1999 – Olive, the Other Reindeer (TV-film)
- 1999 – Never Been Kissed
- 2000 – Charlies änglar
- 2001 – Donnie Darko
- 2003 – Duplex
- 2003 – Charlies änglar - Utan hämningar
- 2004 – 50 First Dates
- 2005 – Fever Pitch - En i laget
- 2007 – Music and Lyrics
- 2009 – He's Just Not That Into You
- 2009 – Whip It
- 2014 – Happy Camp
- 2014 – Animal
- 2016 – How to Be Single

### TV
- 2004 - Choose or Lose Presents: The Best Place to Start
- 2010 - Tough Love Couples
- 2011 - Charlies änglar (TV-serie)
- 2013 - Knife Fight